# Рудник Якабіндіє
Рудни́к Якабіндіє (Yakabindie) — гірничодобувний майданчик на заході Австралії.
Розробку нікелевого родовища Якабіндіє почали в 2019 році. Роботи ведуться відкритим способом, при цьому у відповідності до розробленого ще в 1990-ті роки проєкту глибина кар'єра може досягнути 350 метрів. Руду спрямовують на збагачувальну фабрику Маунт-Кейт.
Проєктна потужність копальні становить 6 млн тонн руди на рік (та до 25 млн тонн розкривних порід), при цьому станом на середину 2020-го запаси оцінювались у 163 млн тонн руди з середнім вмістом нікелю 0,57 %.
Проєктом опікується гірничодобувний гігант BHP, який в 2024-му на тлі падіння цін на нікель оголосив про консервацію всіх своїх нікелевих активів у Західній Австралії з плановим терміном перегляду рішення у 2027 році.